# Сушко Василь
Сушко́ Васи́ль (?; с. Бабинці, Борщівського району Тернопільської області) — діяч ОУН, особистий охоронець Степана Бандери.

## Життєпис
Все життя — в ОУН. У Баварії тісно співпрацював зі Степаном Бандерою. Зводив споруди олімпійського центру в Мюнхені.
Відвідав батьківщину після відновлення Україною Незалежності. За його кошти відновлено церкву, збудовано каплицю в Бабинцях. Живе в Канаді. Докторат УВУ.

## Джерело
- Квазіенциклопедія ОУН-УПА

| українська персоналія | Це незавершена стаття про особу, що має стосунок до України. Ви можете допомогти проєкту, виправивши або дописавши її. |